# Uwe Klausner

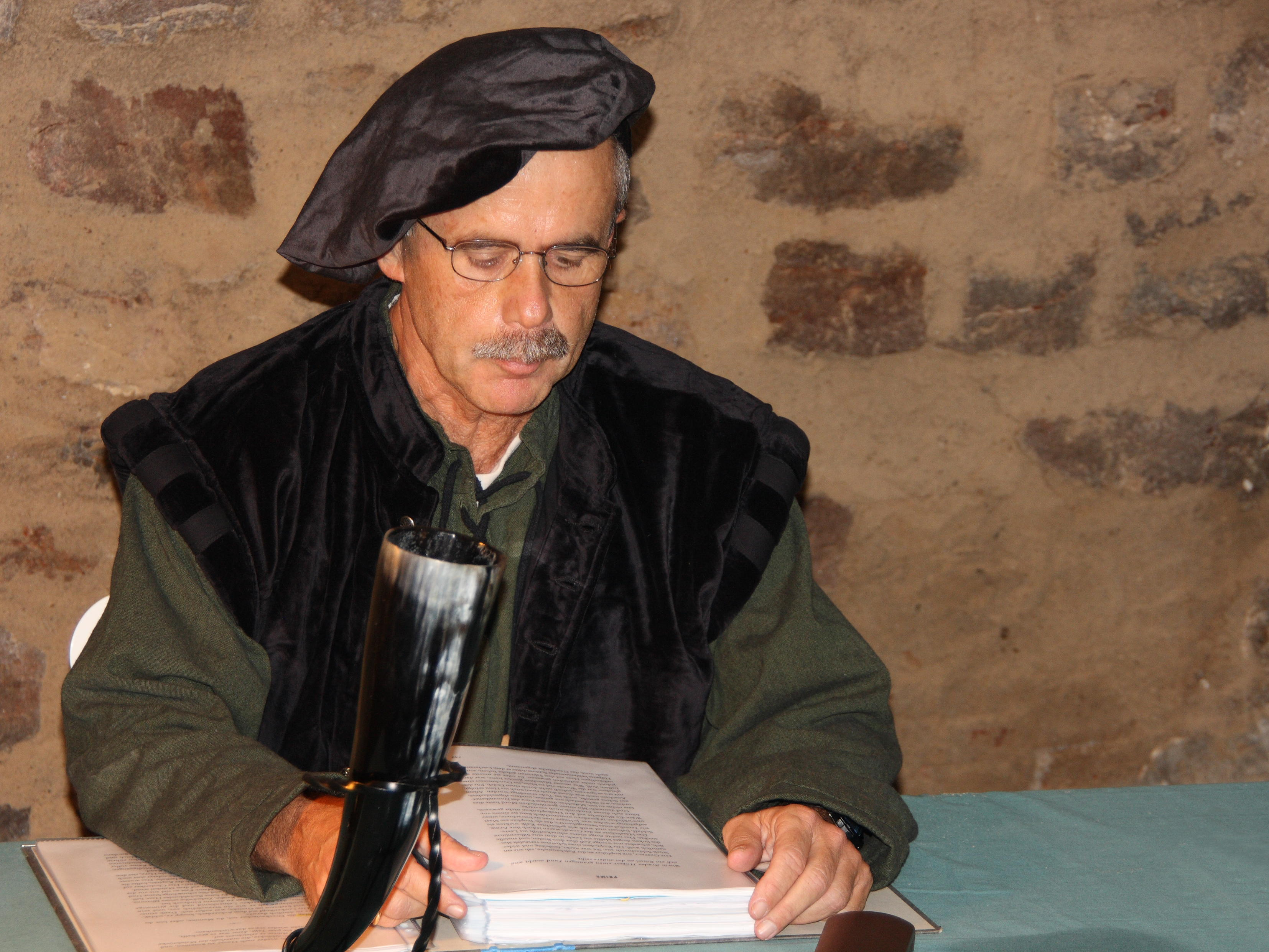
Lesung im Deutschordensmuseum Bad Mergentheim 2009

Uwe Klausner (* 1956 in Heidelberg) ist ein deutscher Autor von historischen Kriminalromanen.
Uwe Klausner studierte in Heidelberg Geschichte und Anglistik. Er lebt in Bad Mergentheim und unterrichtete bis 2023 als Gymnasiallehrer in Lauda. In seinem ersten Roman Hans der Pfeifer erzählte er noch die historisch belegte Geschichte des Pfeifers von Niklashausen aus der Zeit des Bauernkriegs. Danach widmete sich Klausner mehreren historischen Kriminalromanen um den Zisterziensermönch Hilpert von Maulbronn, die in Mainfranken angesiedelt sind.
Dazwischen veröffentlichte er mit dem Roman Walhalla-Code einen Krimi um die Figur des Polizisten Tom Sydow und Geheimakten Reinhard Heydrichs, der im Jahr 1942 in Berlin spielt. Eine Fortsetzung dazu, im Jahr 1948 spielend, erschien 2010 unter dem Titel Odessa-Komplott und erzählt von der Verhinderung einer fiktiven Verschwörung von Beteiligten des Massakers von Babyn Jar. In einem dritten Teil aus dieser Reihe, in dem es um die Jagd nach dem verschwundenen Bernsteinzimmer geht, lässt er die Haupthandlung am 16. und 17. Juni 1953 spielen. Der 2011 erschienene vierte Teil erzählt einen Kriminalfall im Zusammenhang mit dem Bau der Berliner Mauer 1961. Der fünfte Teil von 2012 dreht sich um die Entführung und Verurteilung Adolf Eichmanns 1962. Die Handlung des 2014 erschienenen sechsten Teils dreht sich um die Ereignisse im Zusammenhang mit Tunnel 57 im Jahr 1964. Mit dem 11. Band erreicht die Reihe das Jahr 1975 und den zu dieser Zeit stattfindenden RAF-Terror. Mit der 3-bändigen Reihe „Operation Werwolf“ kehrt der Autor zum Anfang der Polizeitätigkeit des Protagonisten im Jahr 1941 zurück.
2013 veröffentlichte Klausner mit Die Stunde der Gladiatoren ebenfalls einen historischen Kriminalroman. Dieser ist angesiedelt im spätantiken Trier des Jahres 313 n. Chr.

## Bisherige Veröffentlichungen
- Hans der Pfeifer. Förderverein Niklashausen, Niklashausen 2005.
- Die Pforten der Hölle. (Erster Band der Bruder Hilpert-Reihe) Gmeiner-Verlag, Meßkirch 2007, ISBN 978-3-89977-729-1.
- Die Kiliansverschwörung. (Zweiter Band der Bruder Hilpert-Reihe) Gmeiner-Verlag, Meßkirch 2008, ISBN 978-3-89977-768-0.
- Die Pforten der Hölle. (Hörbuch, gelesen von Norbert Hülm) TechniSat Digital, Daun/Vulkaneifel 2008, ISBN 978-3-8368-0215-4.
- Walhalla-Code: Tom Sydows erster Fall. Gmeiner-Verlag, Meßkirch 2009, ISBN 978-3-89977-808-3.
- Pilger des Zorns. (Dritter Band der Bruder Hilpert-Reihe) Gmeiner-Verlag, Meßkirch 2009, ISBN 978-3-8392-1019-2.
- Odessa-Komplott: Tom Sydows zweiter Fall. Gmeiner-Verlag, Meßkirch 2010, ISBN 978-3-8392-1053-6.
- Die Bräute des Satans. (Vierter Band der Bruder Hilpert-Reihe) Gmeiner-Verlag, Meßkirch 2010, ISBN 978-3-8392-1072-7.
- Bernstein-Connection: Tom Sydows dritter Fall. Gmeiner-Verlag, Meßkirch 2011, ISBN 978-3-8392-1113-7.
- Kennedy-Syndrom: Tom Sydows vierter Fall. Gmeiner-Verlag, Meßkirch 2011, ISBN 978-3-8392-1185-4.
- Engel der Rache. (Fünfter Band der Bruder Hilpert-Reihe) Gmeiner-Verlag, Meßkirch 2012, ISBN 978-3-8392-1267-7.
- Eichmann–Syndikat: Tom Sydows fünfter Fall. Gmeiner-Verlag, Meßkirch 2012, ISBN 978-3-8392-1300-1.
- Die Stunde der Gladiatoren. Gmeiner-Verlag, Meßkirch 2013, ISBN 978-3-8392-1464-0.
- Stasi-Konzern: Tom Sydows sechster Fall. Gmeiner-Verlag, Meßkirch 2014, ISBN 978-3-8392-1548-7.
- Walküre-Alarm: Tom Sydows siebter Fall. Gmeiner-Verlag, Meßkirch 2014, ISBN 978-3-8392-1622-4.
- Führerbefehl: Tom Sydows achter Fall. Gmeiner-Verlag, Meßkirch 2015, ISBN 978-3-8392-1800-6.
- Die Fährte der Wölfe: historischer Roman. Gmeiner-Verlag, Meßkirch 2016, ISBN 978-3-8392-1649-1.
- Pseudonym – das Shakespeare-Komplott: ein Fall für Clayton Percival. Gmeiner-Verlag, Meßkirch 2016, ISBN 978-3-8392-1817-4.
- Blumenkinder: Tom Sydows neunter Fall. Gmeiner-Verlag, Meßkirch 2016, ISBN 978-3-8392-1977-5.
- Staatskomplott: Tom Sydows zehnter Fall. Gmeiner-Verlag, Meßkirch 2017, ISBN 978-3-8392-2132-7.
- Der Sturz des Ikarus: Clayton Percivals zweiter Fall. Gmeiner-Verlag, Meßkirch 2017, ISBN 978-3-8392-2013-9.
- Stadtguerilla – Tage der Entscheidung. Tom Sydows elfter Fall. Gmeiner Verlag, Meßkirch 2019, ISBN 978-3-8392-2496-0.
- Operation Werwolf – Blutweihe (Tom Sydow-Reihe), Gmeiner Verlag, Meßkirch 2020, ISBN 978-3-8392-2745-9.
- Operation Werwolf -Ehrensold (Tom Sydow-Reihe), Gmeiner Verlag, Meßkirch 2021, ISBN 978-3-8392-2848-7.